# Semiothisa nana
Semiothisa nana är en fjärilsart som beskrevs av W. Warren 1898. Semiothisa nana ingår i släktet Semiothisa och familjen mätare. Inga underarter finns listade i Catalogue of Life.